# Estònia al Festival de la Cançó d'Eurovisió Júnior
Estònia va ser l'únic país que va debutar del Festival de la Cançó d'Eurovisió Júnior en el 2023.
L'emissora estònia Eesti Rahvusringhääling (ERR) va ser la responsable de la participació del país, i va seleccionar Arhanna Sandra Arbma com la primera representant estònia del Festival de la Cançó d'Eurovisió Júnior. Estònia va acabar en penúltima posició, amb 49 punts. ERR havia emès anteriorment el concurs els anys 2003 i 2004.

## Història
Eesti Rahvusringhääling (ERR), la radiodifusora pública estoniana, va emetre la primera edició del Festival de la Cançó d'Eurovisió Júnior, és a dir, l'any 2003. No obstant això, va deixar de fer-ho, encara que el 2015, Vladislav Yakovlev, director executiu del certamen entre 2013 i 2015, va informar que Estònia estava interessada a competir, fet que finalment no va ocórrer. Després, any rere any, ERR declarava que no debutaria a la competició, al·legant, entre 2016 i 2022, motius econòmics. Malgrat això, el 2022 es va mostrar oberta a una futura participació i es va produir el seu debut a Niça 2023, el qual va ser anunciat el 29 d'agost del mateix any amb el nom de la seva primera representant, Arhanna Sandra Arbma.
El 24 de novembre de 2023, abans del debut del país, ERR va dir que estava considerant la possibilitat de fer del concurs de cant Tähtede lava la seva final nacional d'Eurovisió júnior. Això es va confirmar el 4 de maig següent, abans de la final de lava Tähtede.

## Participacions
Llegenda
| Any                         | Seu    | Artista   | Cançó          | Lloc | Punts |
| --------------------------- | ------ | --------- | -------------- | ---- | ----- |
| 2023                        | Niça   | Arhanna   | «Hoiame kokku» | 15   | 49    |
| 2024                        | Madrid | ANNABELLE | «Tänavad»      | 14   | 55    |
| No hi va participar el 2025 |        |           |                |      |       |